# 67085 Oppenheimer
För andra betydelser, se Oppenheimer (olika betydelser).
67085 Oppenheimer eller 2000 AG42 är en asteroid i huvudbältet som upptäcktes den 4 januari 2000 av den schweiziska astronomen Stefano Sposetti vid Gnosca-observatoriet. Den är uppkallad efter den amerikanske fysikern Robert Oppenheimer.